# ターグート
ターグート（阿: طاغوت、ṭāġūt；複数形：阿: طواغيت、ṭawāġīt）とは、アッラー以外の全ての崇拝や服従の対象のことである。言い換えれば、対象が何であるかを全く問うことなく、そのような状態に置かれた対象全般を指す。
したがって、当然のことながら、偶像として知られる「有形の崇拝対象」、占い師などのような「人々が依拠や追従をする対象」、アッラーへの服従から逸れた王侯や首領などの「指導者たち」が、「ターグート」には含まれることとなる。
ただし、アッラーの代わりに預言者やイスラーム法学者が崇拝されている場合には、その崇拝対象について「ターグート」という言葉は適用されるべきではない。

## 代表例
ターグートは、実際のところ無数に存在するため、ここでは5つに限って代表例とする。
1. イブリース（シャイターンの長）
2. 崇拝されており、また、そうされることに満足する者
3. 人々を自らの崇拝へと誘う者
4. 不可知の領域についての知識を持っていると主張する者
5. アッラーにより下されたもの（つまりイスラーム法）以外に依拠して裁く者